# L'Atalante
L'Atalante is een Franse film uit 1934 van Jean Vigo.
De film gaat over een pas gehuwd koppel dat op een boot woont.
Realistische beelden worden afgewisseld met lyrische en surrealistische beelden.
L'Atalante leunt sterk aan bij het zogenaamde poëtisch realisme uit de jaren '30, omdat de sleur van het alledaagse leven verheven wordt tot poëzie.

## Rolverdeling
| Acteur            | Personage           |
| ----------------- | ------------------- |
| Michel Simon      | Père Jules          |
| Dita Parlo        | Juliette            |
| Jean Dasté        | Jean                |
| Gilles Margaritis | marskramer          |
| Louis Lefebvre    | scheepsjongen       |
| Maurice Gilles    | baas scheepvaart    |
| Raphaël Diligent  | Raspoutine          |
| René Bleck        | beste man           |
| Fanny Clar        | moeder van Juliette |
| Charles Goldblatt | dief                |
| Glen Paul         | genodigde           |
| Jacques Prévert   |                     |
| Pierre Prévert    |                     |
| Loutchimoukov     |                     |